# Управляя полётами
«Управляя полётами» (англ. Pushing Tin) — фильм режиссёра Майка Ньюэлла.

## Сюжет
Ник и другие парни управляют воздушным движением в Нью-Йорке и довольны собой, если не сказать больше. Но в один прекрасный момент к ним на работу приходит новичок Рассел Белл, который славится буйным характером. Тут-то и начинается их противостояние, в котором победитель должен быть только один.

## В ролях
- Джон Кьюсак — Ник Фалзонэ
- Билли Боб Торнтон — Рассел Белл
- Кейт Бланшетт — Конни Фалзонэ
- Анджелина Джоли — Мэри Бэлл
- Джейк Уэбер — Барри Плоткин
- Курт Фуллер — Эд Клабес
- Викки Льюис — Тина Лири
- Мэтт Росс — Рон Хьюитт
- Джерри Грэйсон — Лео Мортон
- Майкл Уиллис — Пэт Финней

## Номинации
- Casting Society of America, 1999 год, премия Artios — Лучший кастинг художественного фильма, комедии (Эллен Ченоуэт)
- Motion Picture Sound Editors, 2000 год, премия Golden Reel Award — Лучший монтаж звука (Колин Миллер, Сью Бейкер, Росс Адамс, Жак Ларойд, Дерек Холдинг)

## Дополнительные факты
- Билли Боб Торнтон и Анджелина Джоли впервые встретились на съёмках этого фильма[2]. Они полюбили друг друга и некоторое время состояли в браке.
- Итальянский ресторан называется «Enzo», но в ходе разговора между Мэри и Ником он говорит, что ресторан называется «Sarento'S».
- Мери Белл - девочка-убийца, воспетая группой Macabre